# Fellahi
Le Fellahi est une race de dromadaire originaire d'Égypte.

## Présentation

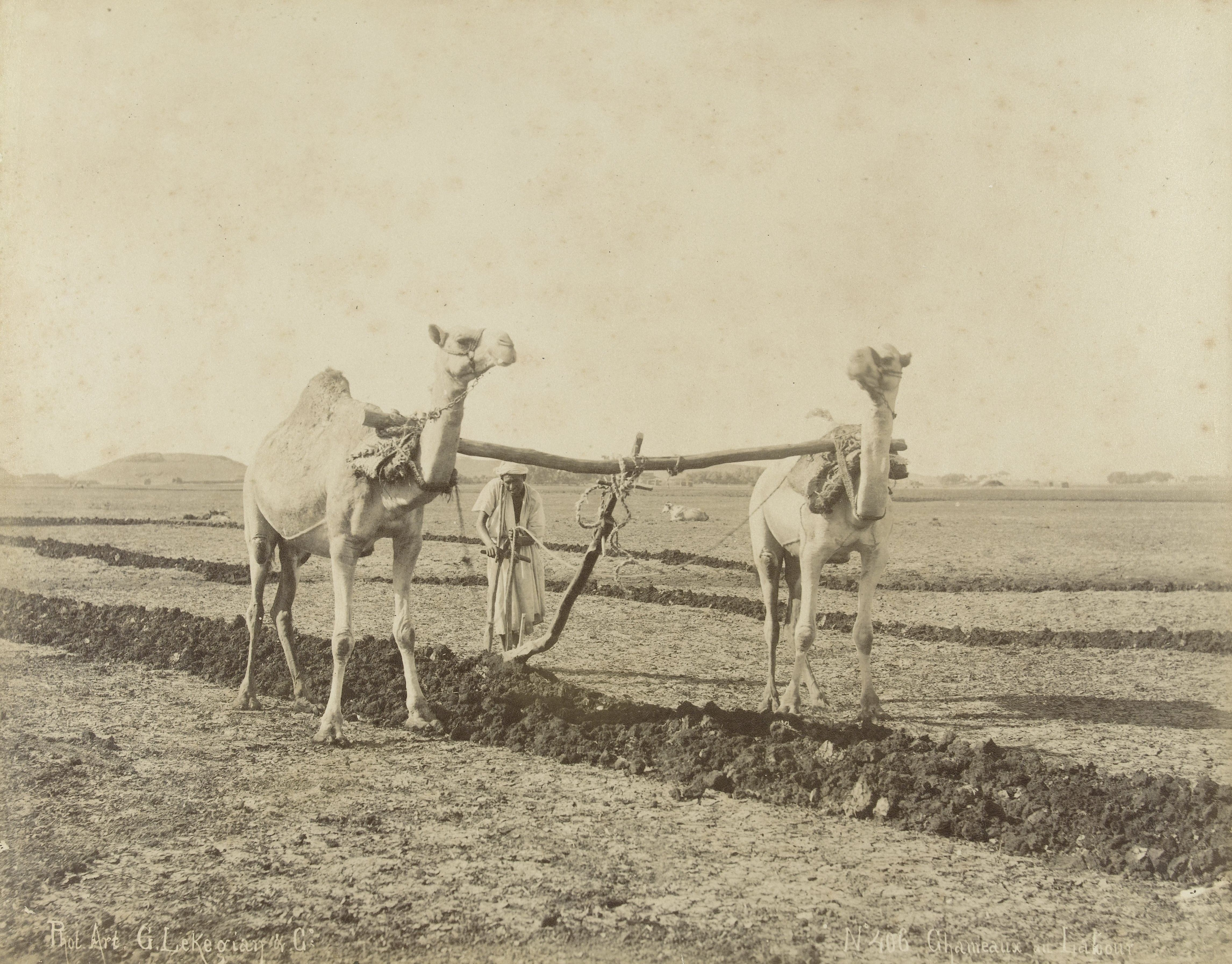
Attelage de dromadaires labourant un champ en Égypte (fin du).

Le Fellahi est un dromadaire robuste originaire de Haute-Égypte mais il est surtout présent dans le Delta du Nil, où il sert comme animal de bât et aux divers travaux agricoles comme le labour. Particulièrement bien acclimaté aux bords du Nil, il est peu adapté au désert. C'est un animal de couleur claire, blanc ou couleur sable. Lourd et de grande taille, il se déplace lentement.
L'origine de son nom renvoi à son utilisation dans les champs. Fellahi vient de l'arabe et signifie « paysan ». On le trouve sous différentes orthographes selon les sources : Falahy, Fallahi, Falahi et parfois sous le nom de Baladi,.
La race répond bien à l'engraissement. Quant à la chamelle, elle peut fournir un maximum de 1 800 litres de lait sur l'année de lactation avec une moyenne de 3,7 litres par jour .
Son croisement avec le Maghrabi, une autre race égyptienne servant à la production de viande et de lait, permet d'obtenir le Mowalled.